# QT Андромеды
QT Андромеды (лат. QT Andromedae) — одиночная переменная звезда в созвездии Андромеды на расстоянии приблизительно 142 световых лет (около 43,6 парсеков) от Солнца. Видимая звёздная величина звезды — от +9,93m до +9,5m. Возраст звезды определён как около 80 млн лет.

## Характеристики
QT Андромеды — оранжевый карлик, вращающаяся переменная звезда типа BY Дракона (BY), эруптивная переменная звезда типа UV Кита (UV) спектрального класса K3Ve, или K1V, или K2V, или K4*, или K7Ve. Масса — около 0,8 солнечной, радиус — около 0,65 солнечного, светимость — около 0,231 солнечной. Эффективная температура — около 4966 K.